# معبد اوئنو توشو
معبد اوئنو توشوگو (به ژاپنی: 上野東照宮 Ueno Toshogu) در منطقهٔ چیودا در توکیو، پایتخت ژاپن واقع شده است. معبد در پارک اوئنو قرار گرفته است. دروازه طلایی این معبد به خاطر طراحی و تزئینات طلای خود مشهور است. این دروازه نمونه‌ای از هنر معماری و تزئینی دوره ادو است.
اوئنو توشوگو زیارتگاهی در زمان مذهب شینتو ژاپنی است که در سال ۱۶۲۷ به یاد شوگون توکوگاوا ایه‌یاسو (۱۶۱۶–۱۵۴۲ میلادی)، بنیان‌گذار شوگون‌سالاری توکوگاوا، ساخته و به او تقدیم شد. ساختار اصلی این زیارتگاه در سال ۱۶۵۱ توسط توکوگاوا ایه‌میتسو، سومین شوگون و نوه ایه‌یاسو بازسازی شد. با وجود زمین لرزه‌ها و جنگ‌های بزرگ، این سازه دست نخورده باقی مانده است و به دلیل نمونه ای از معماری دوره ادو، به عنوان یک دارایی فرهنگی مهم ژاپن معرفی شده است. اطراف ساختمان حرم را «دیوار سوکی‌بی» احاطه کرده که در سال ۱۶۵۱ ساخته شده است. قسمت بالای دیوار با کنده‌کاری حیوانات خشکی تزئین شده است. قسمت پایین دیوار با کنده‌کاری‌های موجودات دریایی و رودخانه ای مزین شده است. بر روی دیوار همچنین موجودات افسانه‌ای کنده‌کاری شده‌اند.
زیارتگاه‌های توشو-گو (معبد توشو) با گنجاندن توکوگاوا ایه‌یاسو با نام توشو دایگونگن (東照大権現) مشخص می‌شوند. معبد اوئنو توشوگو همچنین دو شوگون دیگر شوگون‌سالاری توکوگاوا، توکوگاوا یوشیمونه و توکوگاوا یوشینوبو را در خود جای داده است.
جشن گل بوتان در ماه آوریل و مه در این معبد برگزار می‌شود.

## دسترسی
- JU JK JY JJ G H ایستگاه اوئنو
- KS کیسی ایستگاه اوئنو
- C ایستگاه نزو

## نگارخانه

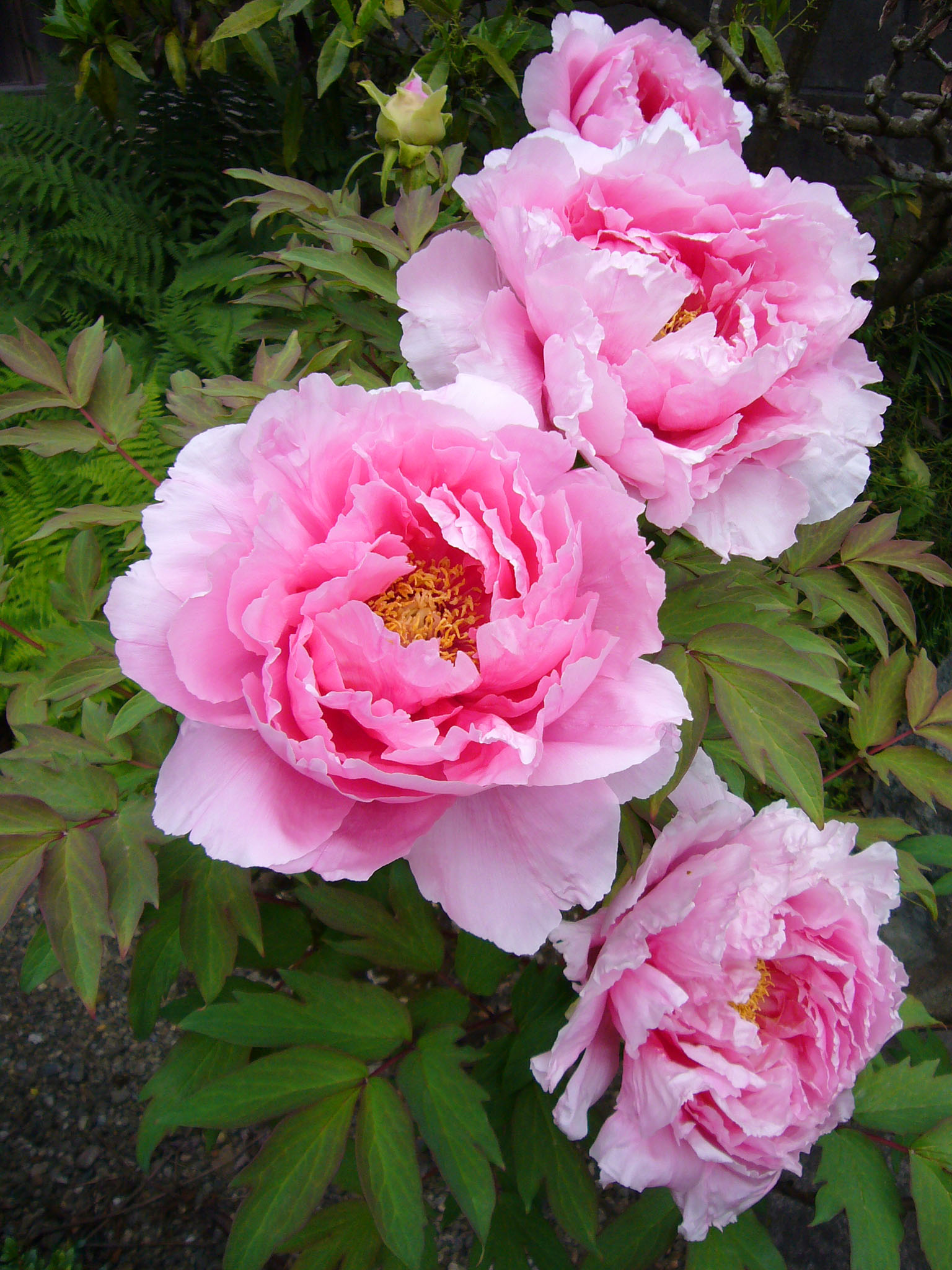
جشن گل بوتان
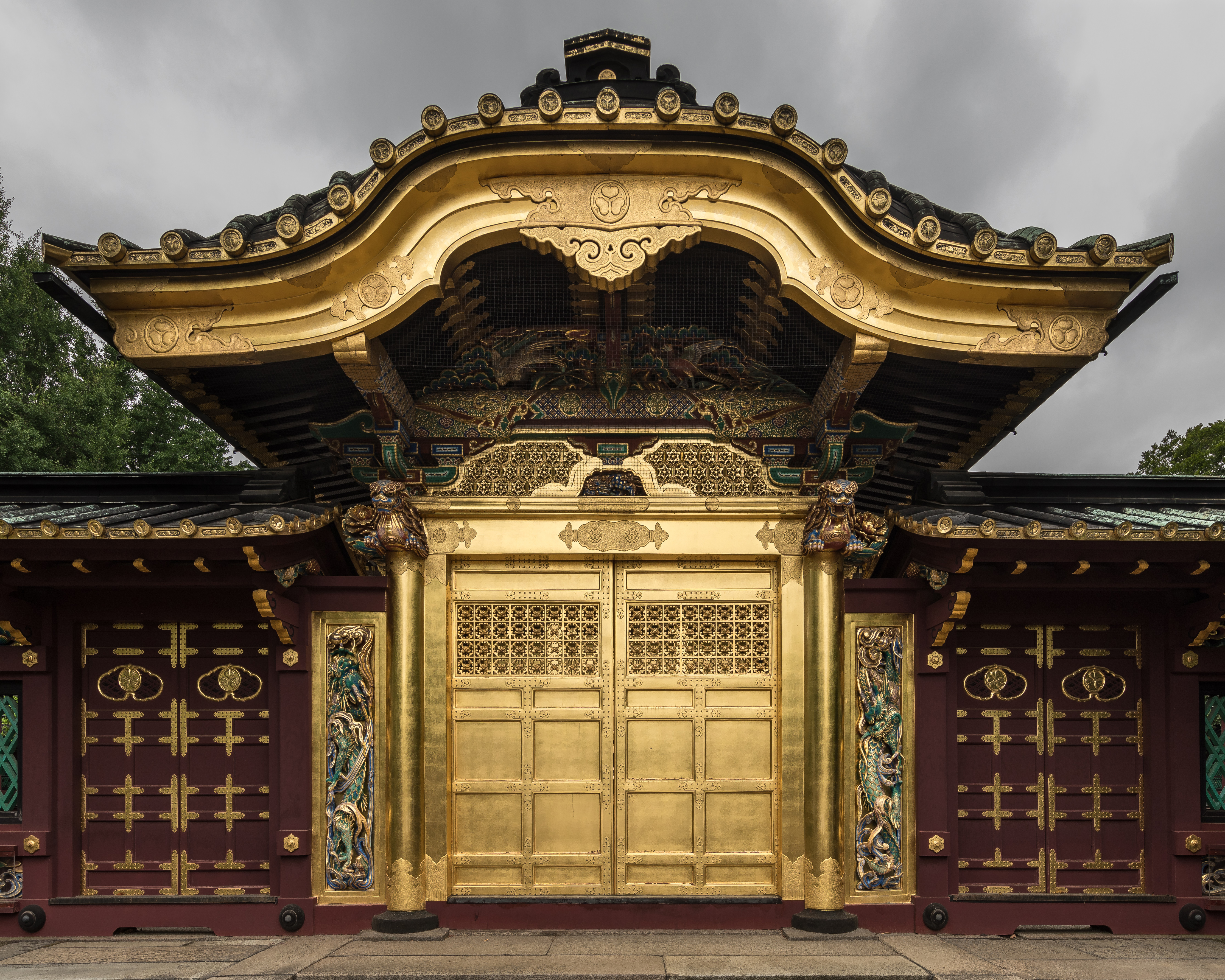
دروازه طلایی معبد اوئنو توشوگو